# محمدآباد (انابد)
محمدآباد یا محمدآباد پشتکو روستایی از توابع بخش انابد شهرستان بردسکن در استان خراسان رضوی ایران است.

## جمعیت
این روستا در دهستان درونه قرار دارد و براساس سرشماری مرکز آمار ایران در سال ۱۳۹۰، جمعیت آن ۲۱ نفر (۵ خانوار) بوده‌است.